# أرديا

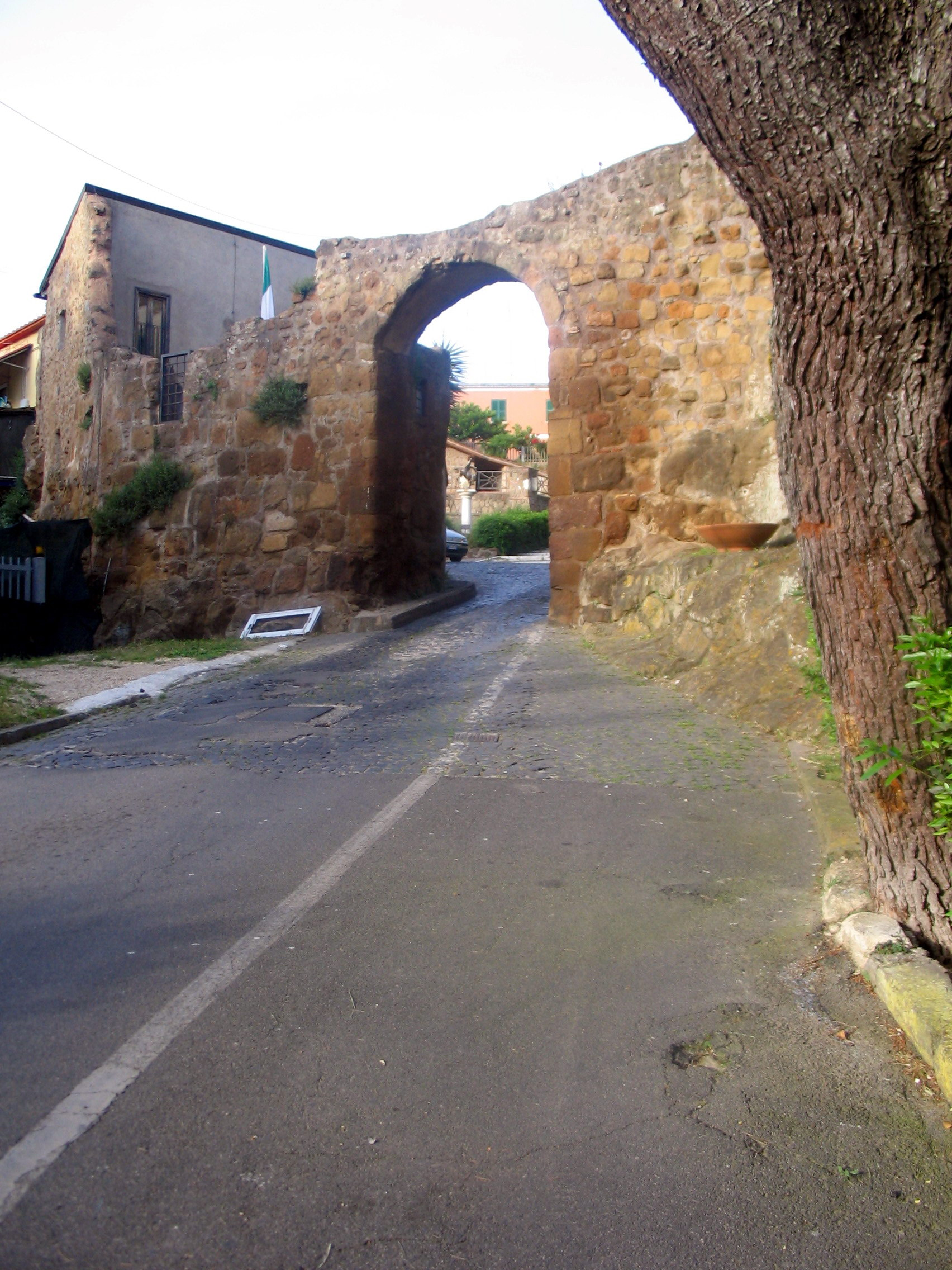
السور والمدخل الغربي

أرديا (بالإيطالية: Ardea)‏، مدينة إيطالية في مقاطعة روما بإقليم لاتسيو، تبعد 35 كم جنوب مدينة روما وحوالي 4 كيلومترات عن ساحل البحر الأبيض المتوسط، عدد سكانها 37.010 نسمة.
اقتصادها في معظمه يقوم على الزراعة، رغم ازدياد أهمية دور الصناعة منذ السبعينات.

## السكان
تطور النمو السكاني لـ أرديا

## توأمة
لأرديا اتفاقيات توأمة مع كل من:
- آرغوس
- Rielasingen-Worblingen [الإنجليزية]‏

## أعلام
- ليو الخامس
- أليساندرو دل غروسو